# Wanli (sockenhuvudort i Kina, Jiangxi Sheng, lat 28,45, long 117,37)
Wanli (kinesiska: 湾里) är en sockenhuvudort i Kina. Den ligger i provinsen Jiangxi, i den sydöstra delen av landet, omkring 150 kilometer öster om provinshuvudstaden Nanchang. Antalet invånare är 15 813. Befolkningen består av 7 468 kvinnor och 8 345 män. Barn under 15 år utgör 25,0 %, vuxna 15-64 år 67 %, och äldre över 65 år 6,0 %.
Runt Wanli är det ganska tätbefolkat, med 214 invånare per kvadratkilometer. Närmaste större samhälle är Nanyan, 9,5 km sydost om Wanli. Trakten runt Wanli består till största delen av jordbruksmark.
Genomsnittlig årsnederbörd är 2 741 millimeter. Den regnigaste månaden är juni, med i genomsnitt 480 mm nederbörd, och den torraste är oktober, med 37 mm nederbörd.